# 75ª Mostra internazionale d'arte cinematografica di Venezia

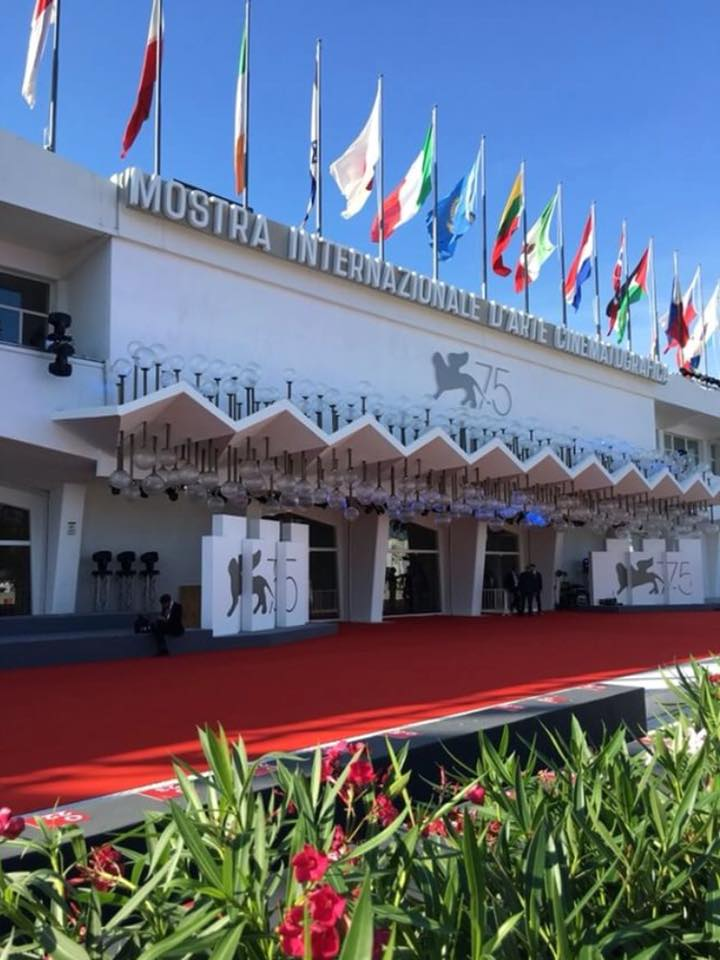
Il Palazzo del Cinema

La 75ª edizione della Mostra internazionale d'arte cinematografica si è tenuta a Venezia dal 29 agosto all'8 settembre 2018, diretta anche quest'anno da Alberto Barbera e organizzata dalla Biennale presieduta da Paolo Baratta.
Il padrino della rassegna è stato l'attore italiano Michele Riondino, che ha presentato la cerimonia d'apertura e di chiusura della manifestazione. L'elenco dei film in programma alla 75ª Mostra è stato annunciato nel corso della conferenza stampa di presentazione che si è tenuta il 25 luglio 2018 al Cinema Moderno di Roma. Il film d'apertura è stato First Man di Damien Chazelle.
È stato annunciato dalla Biennale l'assegnazione del Leone d'oro alla carriera a David Cronenberg e a Vanessa Redgrave.
La giuria è stata presieduta dal regista, sceneggiatore e produttore messicano Guillermo del Toro, vincitore del Leone d'oro al miglior film per La forma dell'acqua - The Shape of Water nell'edizione precedente.
Il Leone d'oro al miglior film è stato assegnato a Roma di Alfonso Cuarón, distribuito da Netflix

## Giurie

### Sezione ufficiale

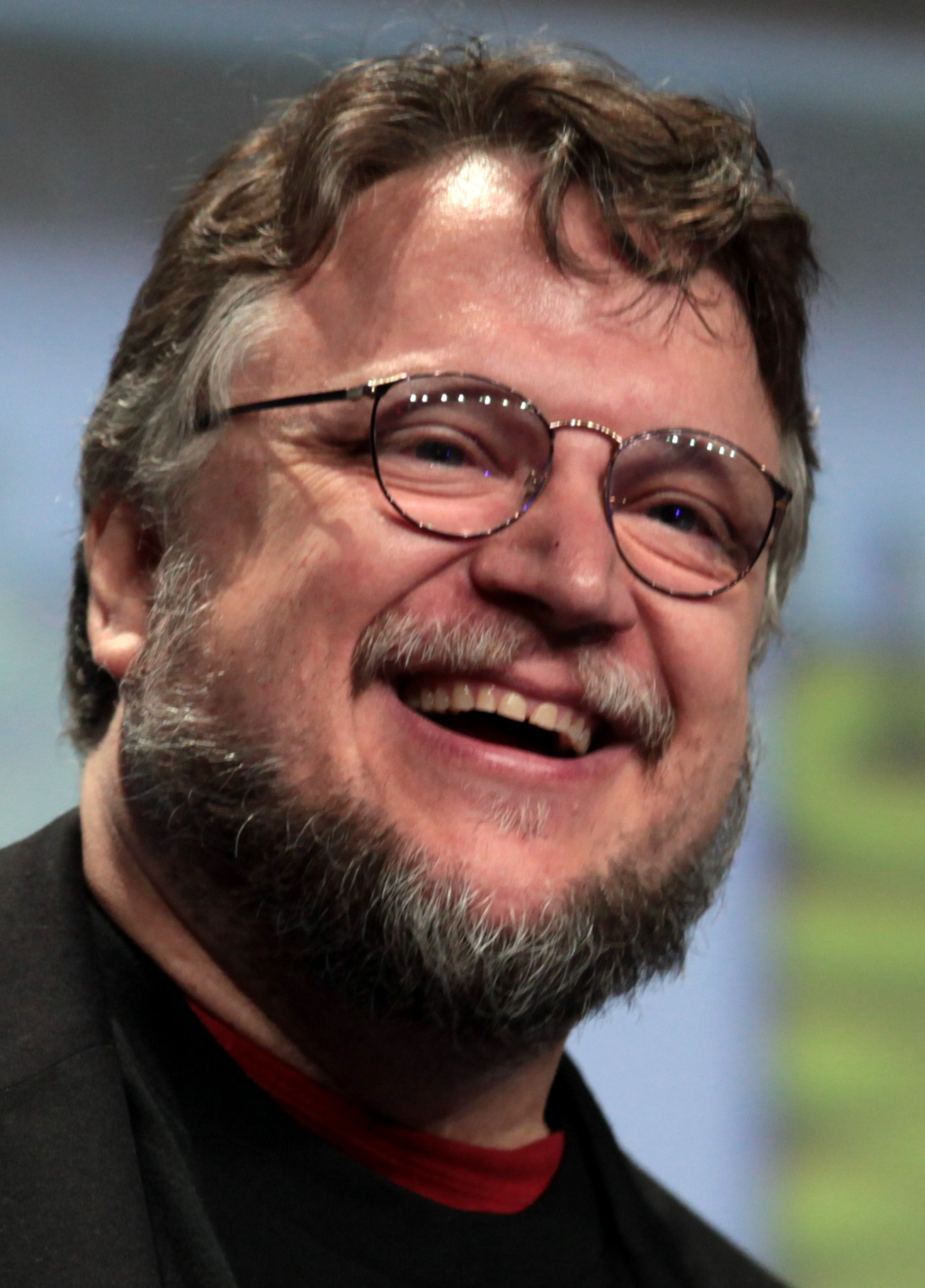
Guillermo del Toro, presidente di Giuria della sezione ufficiale

- Guillermo del Toro - regista, sceneggiatore e produttore (Messico) - Presidente[9]
- Sylvia Chang - attrice e regista (Taiwan)
- Trine Dyrholm - attrice (Danimarca)
- Nicole Garcia - attrice e regista (Francia)
- Paolo Genovese - regista e sceneggiatore (Italia)
- Małgorzata Szumowska - regista (Polonia)
- Taika Waititi - regista (Nuova Zelanda)
- Christoph Waltz - attore (Austria)
- Naomi Watts - attrice (Regno Unito)

### Orizzonti
- Athina Rachel Tsangari - regista (Grecia) - Presidente
- Michael Almereyda - regista, sceneggiatore e produttore cinematografico (Stati Uniti d'America)
- Frédéric Bonnaud - giornalista (Francia)
- Mohamed Hefzy - produttore cinematografico (Egitto)
- Alison Mclean - regista (Canada)
- Andrea Pallaoro - regista e sceneggiatore (Italia)

### Opera Prima Luigi De Laurentiis
- Ramin Bahrani - regista e sceneggiatore (Stati Uniti d'America) - Presidente
- Carolina Crescentini - attrice (Italia)
- Kaouther Ben Hania - regista (Tunisia)
- Hayashi Kanako - artista (Giappone)
- Gastón Solnicki - regista (Argentina)

### Venice Virtual Reality
- Susanne Bier - regista e sceneggiatrice (Danimarca) - Presidente
- Alessandro Baricco - scrittore (Italia)
- Clémence Poésy - attrice (Francia)

## Sezioni principali

### In concorso
- First Man - Il primo uomo (First Man), regia di Damien Chazelle (Stati Uniti d'America) - film d'apertura[10]
- The Mountain, regia di Rick Alverson (Stati Uniti d'America)[11]
- Il gioco delle coppie (Doubles Vies), regia di Olivier Assayas (Francia)
- I fratelli Sisters (The Sisters Brothers), regia di Jacques Audiard (Stati Uniti d'America, Francia, Romania, Spagna)
- La ballata di Buster Scruggs (The Ballad of Buster Scruggs), regia di Joel ed Ethan Coen (Stati Uniti d'America)
- Vox Lux, regia di Brady Corbet (Stati Uniti d'America)
- Roma, regia di Alfonso Cuarón (Messico)
- 22 luglio (22 July), regia di Paul Greengrass (Norvegia, Islanda)
- Suspiria, regia di Luca Guadagnino (Italia, Stati Uniti d'America)
- Opera senza autore (Werk ohne Autor), regia di Florian Henckel von Donnersmarck (Germania)
- The Nightingale, regia di Jennifer Kent (Australia)
- La favorita (The Favourite), regia di Yorgos Lanthimos (Irlanda, Regno Unito, Stati Uniti d'America)
- Peterloo, regia di Mike Leigh (Regno Unito)
- Capri-Revolution, regia di Mario Martone (Italia, Francia)
- Che fare quando il mondo è in fiamme? (What You Gonna Do When the World's on Fire?), regia di Roberto Minervini (Italia, Stati Uniti d'America)
- Tramonto (Napszállta), regia di László Nemes (Ungheria)
- Fratelli nemici - Close Enemies (Frères ennemis), regia di David Oelhoffen (Francia, Belgio)
- Nuestro tiempo, regia di Carlos Reygadas (Messico, Francia, Germania, Danimarca, Svezia)
- Van Gogh - Sulla soglia dell'eternità (At Eternity's Gate), regia di Julian Schnabel (Stati Uniti d'America, Francia)
- Acusada, regia di Gonzalo Tobal (Argentina, Messico)
- Killing (Zan), regia di Shin'ya Tsukamoto (Giappone)

### Fuori concorso

#### Lungometraggi
- A Star Is Born, regia di Bradley Cooper (Stati Uniti d'America)
- Una storia senza nome, regia di Roberto Andò (Italia, Francia)[12]
- I villeggianti (Les Estivants), regia di Valeria Bruni Tedeschi (Francia, Italia)
- Il mio capolavoro (Mi obra maestra), regia di Gastón Duprat (Argentina, Spagna)
- A Tramway in Jerusalem, regia di Amos Gitai (Israele, Francia)
- Un peuple et son roi, regia di Pierre Schoeller (Francia, Belgio)
- Il segreto di una famiglia (La quietud), regia di Pablo Trapero (Argentina)
- Dragged Across Concrete - Poliziotti al limite (Dragged Across Concrete), regia di S. Craig Zahler (Canada, Stati Uniti d'America)
- Shadow (影S), regia di Zhang Yimou (Cina)
- Driven - Il caso DeLorean (Driven), regia di Nick Hamm (Regno Unito, Stati Uniti d'America) - film di chiusura

#### Documentari
- A Letter To A Friend In Gaza, regia di Amos Gitai (Israele)
- Aquarela, regia di Victor Kossakovsky (Regno Unito, Germania)
- El Pepe, una vida suprema, regia di Emir Kusturica (Argentina, Uruguay, Serbia)
- Process, regia di Sergei Loznitsa (Paesi Bassi)
- Carmine Street Guitars, regia di Ron Mann (Canada)
- ISIS, Tomorrow - The Lost Souls of Mosul, regia di Francesca Mannocchi e Alessio Romenzi (Italia, Germania)
- American Dharma, regia di Errol Morris (Stati Uniti d'America, Regno Unito)
- Introduzione all'oscuro, regia di Gastón Solnicki (Argentina, Austria)
- 1938 Diversi, regia di Giorgio Treves (Italia)
- Ni De Lian, regia di Tsai Ming-liang (Taipei Cinese)
- Monrovia, Indiana, regia di Frederick Wiseman (Stati Uniti d'America)

#### Eventi speciali
- The Other Side of the Wind, regia di Orson Welles (Stati Uniti d'America)
- They'll Love Me When I'm Dead, regia di Morgan Neville (Stati Uniti d'America)

#### Proiezioni speciali
- L'amica geniale, regia di Saverio Costanzo (Italia, Belgio) - Serie tv
- Il diario di Angela - Noi due cineasti, regia di Yervant Gianikian (Italia)

### Orizzonti
- Sulla mia pelle, regia di Alessio Cremonini (Italia)
- Kraben Rahu, regia di Phuttiphong Aroonpheng (Thailandia, Francia, Cina)
- Soni, regia di Ivan Ayr (India)
- Ozen, regia di Emir Baigazin (Kazakistan, Polonia, Norvegia)
- Una notte di 12 anni (La noche de 12 años), regia di Alvaro Brechner (Uruguay, Spagna, Argentina, Francia, Germania)
- Deslembro, regia di Flavia Castro (Brasile, Francia, Qatar)
- Anons, regia di Mahmut Fazil Coşkun (Turchia, Bulgaria)
- Un giorno all'improvviso, regia di Ciro D'Emilio (Italia)
- Charlie Says, regia di Mary Harron (Stati Uniti d'America)
- Quel giorno d'estate (Amanda), regia di Mikhaël Hers (Francia)
- Yawm aḍʿatu ẓillī, regia di Sudad Ka'dan (Siria, Libano, Francia, Qatar)
- L'Enkas, regia di Sarah Marx (Francia)
- Čelovek, kotoryj udivil vsech, regia di Natal'ja Merkulova e Aleksej Čupov (Russia, Estonia, Francia)
- Kucumbu tubuh indahku, regia di Garin Nugroho (Indonesia)
- Hamchenan ke mimordam, regia di Mostafa Sayyari (Iran)
- La profezia dell'armadillo, regia di Emanuele Scaringi (Italia)
- Tutti pazzi a Tel Aviv (Tel Aviv on Fire), regia di Sameh Zoabi (Lussemburgo, Francia, Israele, Belgio)
- Jinpa, regia di Pema Tseden (Cina)
- Erom, regia di Yaron Shani (Israele, Germania)

### Sconfini
- The Tree of Life (Extended Cut), regia di Terrence Malick (Stati Uniti d'America)
- Arrivederci Saigon, regia di Wilma Labate (Italia)
- Il ragazzo più felice del mondo, regia di Gipi (Italia)
- Il banchiere anarchico, regia di Giulio Base (Italia)
- Blood Kin, regia di Ramin Bahrani (Stati Uniti d'America)
- Magic Lantern, regia di Amir Naderi (Stati Uniti d'America)
- L'ultima ora (L'heure de la sortie), regia di Sebastien Marnier (Francia)
- Camorra, regia di Francesco Patierno (Italia)

### Venice Virtual Reality

#### In concorso - Interattivo
- Make Noise, regia di May Abdalla (Regno Unito)
- The Unknown Patient, regia di Michael Beets (Australia)
- Buddy VR, regia di Chuck Chae (Corea del Sud)
- Umami, regia di Landia Egal (Francia)
- Eclipse, regia di Astruc Jonathan e Favre Aymeric (Francia)
- The Horrifically Virtual Reality, regia di Marie Jourdren (Francia)
- Spheres, regia di Eliza McNitt (Francia)
- A Discovery of Witches - Hiding in Plain Sight, regia di Kim-Leigh Pontin (Regno Unito)
- The Roaming - Wetlands, regia di Mathieu Pradat (Francia, Regno Unito, Belgio)
- Kobold, regia di Max Sacker e Ioulia Isserlis (Germania)
- Awavena, regia di Lynette Wallworth (Stati Uniti d'America, Brasile, Australia)

#### In concorso - Lineare
- Even In The Rain, regia di Lindsay Branham (Stati Uniti d'America, Repubblica Centrafricana)
- Trail Of Angels, regia di Kristina Buozyte (Lituania, Bielorussia)
- X-Ray Fashion, regia di Francesco Carrozzini (Stati Uniti d'America, Danimarca, India)
- Half Life VR - Short Version, regia di Robert Connor (Svezia)
- Crow: The Legend, regia di Eric Darnell (Stati Uniti d'America)
- Age Of Sail, regia di John Kahrs (Stati Uniti d'America)
- Mindpalace, regia di Carl Krause e Dominik Stockhausen (Germania)
- Ballavita, regia di Gerda Leopold (Austria, Germania)
- Borderline, regia di Assaf Machnes (Israele, Regno Unito)
- Shennong: Taste Of Illusion, regia di Mi Li e Wang Zheng (Cina)
- The Great C, regia di Steve Miller (Canada)
- L'Ile Des Morts, regia di Benjamin Nuel (Francia)
- Home After War, regia di Gayatri Parameswaran e Felix Gaedtke (Iraq, Germania, Stati Uniti d'America)
- Made This Way: Redefining Masculinity, regia di Elli Raynai e Irem Harnak (Canada)
- Lucid, regia di Pete Short (Germania, Australia)
- The Last One Standing VR, regia di Wang Jiwen e Liu Yang (Cina)
- Fresh Out, regia di Wey Sam e Tao Fangchao (Cina, Stati Uniti d'America)
- 1943: Berlin Blitz, regia di David Whelan (Irlanda, Regno Unito)
- Rooms, regia di Christian Zipfel (Germania)

#### Fuori concorso - Best of VR - Interattivo
- VR_I, regia di Gilles Jobin, Caecilia Charbonnier e Sylvain Chagué (Svizzera)

#### Fuori concorso - Best of VR - Lineare
- Battlescar, regia di Nico Casavecchia e Martin Allias (Francia, Stati Uniti d'America)
- Arden's Wake: Tide's Fall, regia di Eugene YK Chung (Stati Uniti d'America)
- Ghost In The Shell: Virtual Reality Diver, regia di Higashi Hiroaki (Giappone
- Isle Of Dogs: Behind The Scenes (In Virtual Reality), regia di Paul Raphael e Felix Lajeunesse (Canada, Regno Unito, Stati Uniti d'America)
- Tales of Wedding Rings VR, regia di Sou Kaei (Giappone)

#### Fuori concorso - Biennale College Cinema - VR lineare
- In The Cave, regia di Ivan Gergolet (Italia)
- Elegy, regia di Marc Guidoni (Francia)
- Metro Veinte: Cita Ciega, regia di Maria Belen Poncio (Argentina)
- Floodplain, regia di Deniz Tortum (Turchia)

### Biennale College
- Zen sul ghiaccio sottile, regia di Margherita Ferri (Italia)
- Deva, regia di Petra Szöcs (Ungheria)
- Yuva, regia di Emre Yeksan (Turchia)

## Sezioni autonome e parallele

### Settimana Internazionale della Critica

#### In concorso
- The Roundup, regia di Hajooj Kuka (Sudan, Sudafrica, Qatar, Germania)
- Adam & Evelyne, regia di Andreas Goldstein (Germania)
- Bêtes blondes, regia di Alexia Walther e Maxime Matray (Francia)
- Lissa Ammetsajjel, regia di Saaed Al Batal e Ghiath Ayoub (Siria, Libano, Qatar, Francia)
- M, regia di Anna Eriksson (Finlandia)
- Saremo giovani e bellissimi, regia di Letizia Lamartire (Italia)
- You Have the Night, regia di Ivan Salatic (Montenegro, Serbia)

#### Eventi speciali fuori concorso
- Tumbbad, regia di Rahi Anil Barve e Adesh Prasad (India, Svezia)
- Dachra, regia di Abdelhamid Bouchnak (Tunisia)

### Giornate degli Autori

#### In concorso
- Les tombeaux sans noms, regia di Rithy Panh (Francia, Cambogia)
- C'est ça l'amour, regia di Claire Burger (Francia)
- Continuer, regia di Joachim Lafosse (Belgio, Francia)
- Domingo, regia di Clara Linhart e Felipe Barbosa (Brasile, Francia)
- Joy, regia di Sudabeh Mortezai (Austria)
- José, regia di Li Cheng (Guatemala)
- Mafax, regia di Bassam Jarbawi (Palestina, Stati Uniti d'America, Qatar)
- Pearl, regia di Elisa Amiel (Svizzera, Francia)
- Ricordi?, regia di Valerio Mieli (Italia, Francia)
- Three Adventures of Brooke, regia di Yuan Qing (Cina, Malaysia)
- Ville Neuve, regia di Felix Oufour-Laperrière (Canada)
- Emma Peeters, regia di Nicole Palo (Belgio, Canada)

#### Miu Miu Women's Tales
- Hello Apartment, regia di Dakota Fanning (Italia, Stati Uniti d'America)
- The Wedding Singer's Daughter, regia di Haifaa Al-Mansour (Italia, Stati Uniti d'America)

#### Eventi speciali
- As We Were Tuna, regia di Francesco Zizola
- Dead Women Walking, regia di Hagar Ben-Asher (Stati Uniti d'America)
- Goodbye Marilyn, regia di Maria Di Razza (Italia)
- Happy Lamento, regia di Alexander Kluge (Germania)
- Il bene mio, regia di Pippo Mezzapesa (Italia)
- The Ghost of Peter Sellers, regia di Peter Medak (Cipro)
- Why Are We Creative?, regia di Hermann Vaske (Germania)

#### Notti veneziane
- One Ocean, regia di Anne de Carbuccia (Italia)
- I villani, regia di Danieli De Michele (Italia)
- L'unica lezione, regia di Peter Marcias (Italia)
- Il teatro al lavoro, regia di Massimiliano Pacifico (Italia)

#### Premio Lux
- La donna elettrica (Kona fer í stríð), regia di Benedikt Erlingsson (Islanda, Francia, Ucraina)
- Styx, regia di Wolfgang Fischer (Germania, Austria)
- Druga strana svega, regia di Mila Turajilić (Serbia, Francia, Qatar)

#### Eventi "In accordo con le Giornate degli Autori"
- Rwanda, regia di Riccardo Salvetti (Italia)

### Venezia Classici
- Desideri nel sole (Adieu Philippine), regia di Jacques Rozier (Francia, 1962)
- L'ascesa (Voschoždenie), regia di Larisa Shepitko (URSS, 1976)
- Khesht va Ayeneh, regia di Ebrahim Golestan (Iran, 1965)
- Morte a Venezia, regia di Luchino Visconti (Italia, Francia, Stati Uniti d'America, 1971)
- Il posto, regia di Ermanno Olmi (Italia, 1962)
- I gangsters (The Killers), regia di Robert Siodmak (Stati Uniti d'America, 1946)
- Contratto per uccidere (The Killers), regia di Don Siegel (Stati Uniti d'America, 1964)
- L'anno scorso a Marienbad (L'Année dernière à Marienbad), regia di Alain Resnais (Francia, 1961)
- La volpe folle (Koiya koi nasuna koi), regia di Tomu Uchida (Giappone, 1962)
- La città nuda (The Naked City), regia di Jules Dassin (Stati Uniti d'America, 1948)
- La notte di San Lorenzo, regia di Paolo e Vittorio Taviani (Italia, 1982)
- Il portiere di notte, regia di Liliana Cavani (Italia, 1974)
- Nulla sul serio (Nothing Sacred), regia di William A. Wellman (Stati Uniti d'America, 1937)
- El lugar sin límites, regia di Arturo Ripstein (Messico, 1978)
- A qualcuno piace caldo (Some Like It Hot), regia di Billy Wilder (Stati Uniti d'America, 1959)
- La strada della vergogna (赤線地帯, Akasen chitai), regia di Kenji Mizoguchi (Giappone, 1956)
- Essi vivono (They Live), regia di John Carpenter (Stati Uniti d'America, 1988)

#### Documentari
- The Great Buster: A Celebration, regia di Peter Bogdanovich (Stati Uniti d'America)
- Women Making Films: A New Road Movie Through Cinema, regia di Mark Cousins (Regno Unito)
- Humberto Mauro, regia di André Di Mauro (Brasile)
- Living The Light - Robby Muller, regia di Claire Pijman (Paesi Bassi, Germania)
- 24/25 il fotogramma in più, regia di Giancarlo Rolandi e Federico Pontiggia (Italia)
- Nice Girls Don't Stay For Breakfast, regia di Bruce Weber (Stati Uniti d'America)
- Friedkin Uncut - Un diavolo di regista (Friedkin Uncut), regia di Francesco Zippel (Italia)

## I premi

### Premi della selezione ufficiale
- Leone d'oro al miglior film: Roma di Alfonso Cuarón[13]
- Leone d'argento - Gran premio della giuria: La favorita (The Favourite) di Yorgos Lanthimos[14]
- Leone d'argento per la miglior regia: Jacques Audiard per I fratelli Sisters (The Sisters Brothers)[15]
- Coppa Volpi per la migliore interpretazione femminile: Olivia Colman per La favorita (The Favourite)
- Coppa Volpi per la migliore interpretazione maschile: Willem Dafoe per Van Gogh - Sulla soglia dell'eternità (At Eternity's Gate)
- Premio Osella per la migliore sceneggiatura: La ballata di Buster Scruggs (The Ballad of Buster Scruggs) di Joel ed Ethan Coen
- Premio speciale della giuria: The Nightingale di Jennifer Kent
- Premio Marcello Mastroianni ad un attore o attrice emergente: Baykali Ganambarr per The Nightingale

### Orizzonti
- Premio Orizzonti per il miglior film: Manta Ray (Kraben rāh̄ū), regia di Phuttiphong Aroonpheng
- Premio Orizzonti per la miglior regia: Emir Baığazin per Özen
- Premio Orizzonti per la miglior sceneggiatura: Pema Tseden per Jinpa
- Premio Orizzonti per la miglior interpretazione maschile: Kais Nashif per Tutti pazzi a Tel Aviv (Tel Aviv on Fire)
- Premio Orizzonti per la miglior interpretazione femminile: Natal'ja Kudrjašova per Čelovek, kotoryj udivil vsech
- Premio speciale della giuria di Orizzonti: Anons, regia di Mahmut Fazil Coşkun
- Premio Orizzonti per il miglior cortometraggio: Kado, regia di Aditya Ahmad

### Leone del futuro - Premio opera prima "Luigi De Laurentiis"
- Yawm aḍʿatu ẓillī di Sudad Ka'dan[16]

### Premi alla carriera
- Leone d'oro alla carriera: David Cronenberg e Vanessa Redgrave[17]
- Premio Jaeger-LeCoultre Glory to the Filmmaker: a Zhang Yimou[18]

### Venezia Classici
- Premio Venezia Classici per il miglior documentario sul cinema: The Great Buster: A Celebration di Peter Bogdanovich
- Premio Venezia Classici per il miglior film restaurato: La notte di San Lorenzo di Paolo e Vittorio Taviani[19]

### Venice Virtual Reality
- Premio miglior VR: Spheres di Eliza McNitt
- Premio migliore esperienza VR (per contenuto interattivo): Buddy VR di Chuck Chae
- Premio migliore storia VR (per contenuto lineare): L'Ile Des Morts di Benjamin Nuel

### Premi collaterali
- Premio Campari Passion for Film: Bob Murawski[20]
- HFPA Prize (Hollywood Foreing Press Association):
- Casa Wabi - Mantarraya Award (Fundación Casa Wabi – Mantarraya Group): Sudad Ka'dan
- Premio FIPRESCI: 
  - Concorso: Tramonto (Napszállta) di László Nemes
  - Settimana Internazionale della Critica: Lissa ammetsajjel di Saaed Al Batal e Ghiath Ayoub
- Premio SIGNIS: Roma di Alfonso Cuarón
  - Menzione speciale : 22 luglio (22 July) di Paul Greengrass
- Leoncino d'oro Agiscuola: Opera senza autore (Werk ohne Autor) di Florian Henckel von Donnersmarck
  - Segnalazione Cinema for UNICEF 2018: Che fare quando il mondo è in fiamme? (What You Gonna Do When the World's on Fire?) di Roberto Minervini
- Premio Francesco Pasinetti: Capri-Revolution di Mario Martone
  - Premio Pasinetti speciale al film e ai migliori attori: Sulla mia pelle di Alessio Cremonini con Alessandro Borghi e Jasmine Trinca
- Premio Brian: Sulla mia pelle di Alessio Cremonini
- Premio Queer Lion: José di Li Cheng
- Arca Cinemagiovani:
  - Miglior Film: Opera senza autore (Werk ohne Autor) di Florian Henckel von Donnersmarck
  - Miglior Film Italiano a Venezia: Capri-Revolution di Mario Martone
- Premio CICT - UNESCO "Enrico Fulchignoni": El Pepe, una vida suprema di Emir Kusturica
- Premio FEDIC: Sulla mia pelle di Alessio Cremonini
  - Menzione speciale: Ricordi? di Valerio Mieli e I villani di Daniele De Michele
- Premio Fondazione Mimmo Rotella: Julian Schnabel e Willem Dafoe per Van Gogh - Sulla soglia dell'eternità (At Eternity's Gate)
- Premio Lanterna Magica: Quel giorno d'estate (Amanda) di Mikhaël Hers
- Premio Gillo Pontecorvo Award: The Road Not Taken di Tang Gaopeng
- Premio Smithers Foundation Award: A Star Is Born di Bradley Cooper
  - Menzione speciale: The Mountain di Rick Alverson
- Interfilm Award for Promoting Interreligious Dialogue: Tutti pazzi a Tel Aviv (Tel Aviv on Fire) di Sameh Zoabi
- Premio Green Drop Award: Van Gogh - Sulla soglia dell'eternità (At Eternity's Gate) di Julian Schnabel
- Premio Soundtrack Stars: Capri-Revolution di Mario Martone
  - Miglior brano originale 2018: Suspirium di Thom Yorke, da Suspiria di Luca Guadagnino
  - Menzione speciale: Judy Hill per Che fare quando il mondo è in fiamme? (What You Gonna Do When the World's on Fire?) di Roberto Minervini
  - Premio SIAE: Mario Martone per Capri-Revolution e per la sua carriera artistica[21]
- Premio del Pubblico Sun Film Group: Lissa ammetsajjel di Saaed Al Batal e Ghiath Ayoub
- Premio Circolo del Cinema - 33. Settimana Internazionale della Critica: Bêtes blondes di Alexia Walther e Maxime Matray
- Premio Mario Serandrei - Hotel Saturnia: Lissa ammetsajjel di Saaed Al Batal e Ghiath Ayoub
- Premio al miglior cortometraggio SIC@SIC 2018: Malo tempo di Tommaso Perfetti
- Premio alla miglior regia SIC@SIC 2018: Gagarin, mi mancherai di Domenico De Orsi
- Premio al miglior contributo artistico SIC@SIC 2018: Quelle brutte cose di Loris Giuseppe Nese
- Premio Label Europa Cinema: Joy, regia di Sudabeh Mortezai
- Premio del Pubblico BNL (Gruppo BNP Paribas): Ricordi? di Valerio Mieli
- Premio GdA Director's Award (Giornate degli Autori): C'est ça l'amour di Claire Burger
- Premio Human Rights Nights: A Letter to a Friend in Gaza di Amos Gitai[22]
  - Menzione speciale: Peterloo di Mike Leigh
  - Menzione speciale: 1938 Diversi di Giorgio Treves
- Premio di critica sociale "Sorriso diverso Venezia 2018": Un giorno all'improvviso di Ciro D'Emilio[23]
- Premio NuovoImaie Talent Award: Linda Caridi per Ricordi? e Giampiero De Concilio per Un giorno all'improvviso
- Premio Sfera 1932: Capri-Revolution di Mario Martone
- Premio UNIMED (Unione delle Università del Mediterraneo): A Tramway in Jerusalem di Amos Gitai[24]
- Premio La Pellicola d'Oro:
  - Migliori effetti speciali: Franco Ragusa per Suspiria
  - Miglior sarta di scena: Katia Schweiggl per Capri-Revolution
  - Premio alla carriera: Atelier Nicolao di Stefano Nicolao
- Premio Lizzani: Capri-Revolution di Mario Martone
- Premio Vivere da Sportivi il Fair-play al cinema: Che fare quando il mondo è in fiamme? (What You Gonna Do When the World's on Fire?) di Roberto Minervini
  - Menzione speciale: Zen sul ghiaccio sottile, di Margherita Ferri e Lissa ammetsajjel di Saaed Al Batal e Ghiath Ayoub
- Premio Edipo Re: Lissa ammetsajjel di Saaed Al Batal e Ghiath Ayoub